# Fred MacMurray

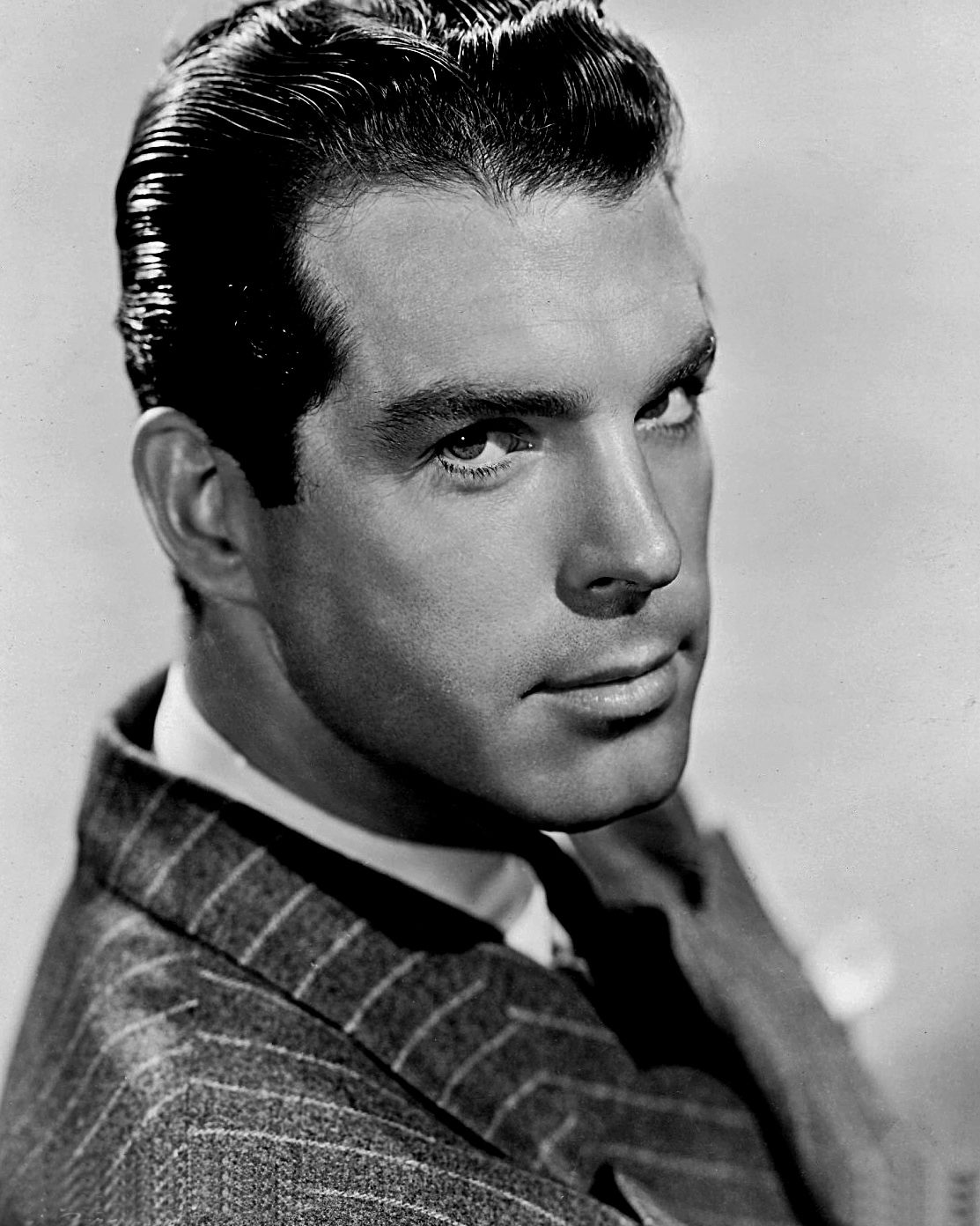
Fred MacMurray, jaren dertig

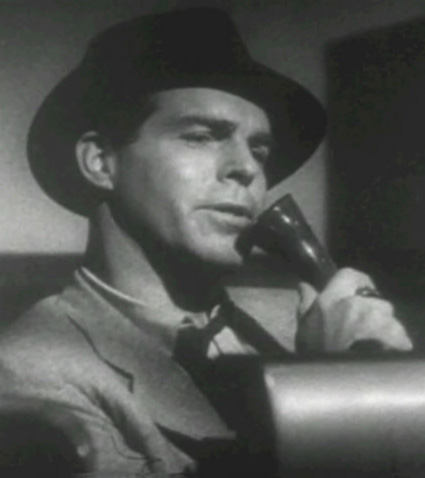
Fred MacMurray in Double Indemnity (1944)

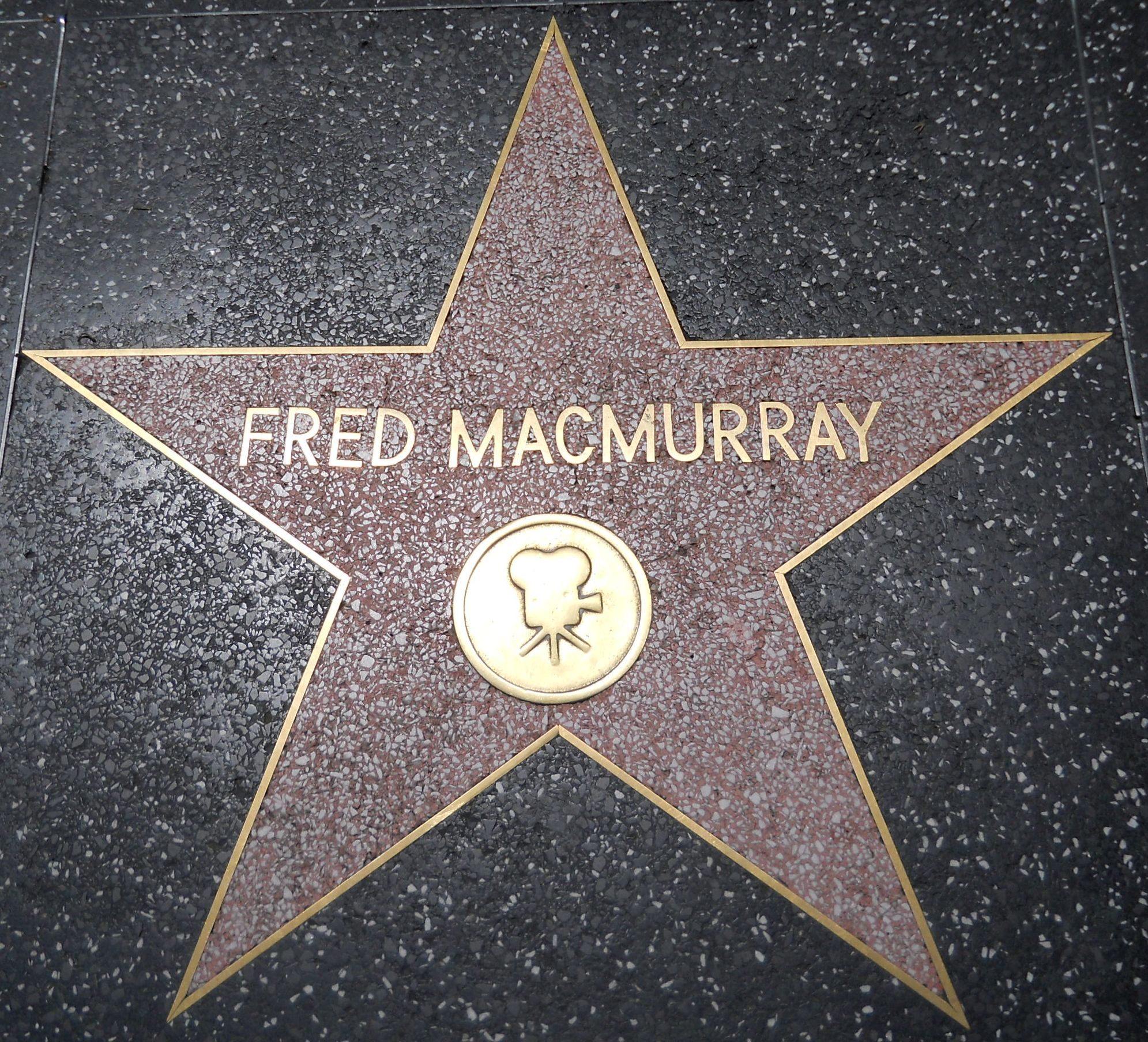
MacMurray's ster op de Hollywood Walk of Fame

Frederick Martin "Fred" MacMurray (Kankakee, 30 augustus 1908 - Santa Monica, 5 november 1991) was een Amerikaans acteur die in meer dan 100 films en in een succesvolle tv-serie verscheen. Zijn carrière overspande bijna een halve eeuw, van 1930 tot de jaren zeventig.
MacMurray is bekend voor zijn rol in de uit 1944 daterende film noir Double Indemnity onder regie van Billy Wilder, waar ook Barbara Stanwyck in meespeelde. Later in zijn carrière werd hij wereldwijd bekend als de vaderlijke Steve Douglas in de televisiereeks My Three Sons, die op ABC liep van 1960-1965 en vervolgens op CBS van 1965 tot 1972.

## Filmografie
- Girls Gone Wild (1929)
- Why Leave Home? (1929)
- Tiger Rose (1929)
- Grand Old Girl (1935)
- The Gilded Lily (1935)
- Car 99 (1935)
- Men Without Names (1935)
- Alice Adams (1935)
- Hands Across the Table (1935)
- The Bride Comes Home (1935)
- The Trail of the Lonesome Pine
- Thirteen Hours by Air (1936)
- The Princess Comes Across (1936)
- The Texas Rangers (1936)
- Champagne Waltz
- Maid of Salem (1937)
- Swing High, Swing Low (1937)
- Exclusive (1937)
- True Confession (1937)
- Cocoanut Grove (1938)
- Men with Wings (1938)
- Sing You Sinners (1938)
- Cafe Society (1939)
- Invitation to Happiness (1939)
- Honeymoon in Bali (1939)
- Remember the Night (1940)
- Little Old New York (1940)
- Too Many Husbands (1940)
- Rangers of Fortune (1940)
- Virginia (1941)
- One Night in Lisbon (1941)
- Dive Bomber (1941)
- New York Town (1941)
- The Lady Is Willing (1942)
- Take a Letter, Darling (1942)
- The Forest Rangers (1942)
- Star Spangled Rhythm (1942)
- Flight for Freedom (1943])
- No Time for Love (1943)
- Above Suspicion (1943)
- Standing Room Only (1944)
- And the Angels Sing (1944)
- Double Indemnity (1944)
- Practically Yours (1944)
- Where We Go from Here? (1945)
- Captain Eddie (1945)
- Murder, He Says (1945)
- Pardon My Past (1945)
- Smoky (1946)
- Suddenly, It's Spring (1947)
- The Egg and I (1947)
- Singapore (1947)
- On Our Merry Way (1948)
- The Miracle of the Bells (1948)
- An Innocent Affair (1948)
- Family Honeymoon (1949)
- Father was a Fullback (1949)
- Borderline (1950)
- Never a Dull Moment (1950)
- A Millionaire for Christy (1951)
- Callaway Went Thataway (1951)
- Fair Wind to Java (1953)
- The Moonlighter (1953)
- The Caine Mutiny (1954)
- Pushover (1954)
- Woman's World (1954)
- The Far Horizons (1955)
- The Rains of Ranchipur (1955)
- At Gunpoint (1955)
- There's Always Tomorrow (1956)
- Gun for a Coward (1957)
- Quantez (1957)
- Day of the Bad Man (1958)
- Good Day for a Hanging (1959)
- The Shaggy Dog (1959)
- Face of a Fugitive (1959)
- The Oregon Trail (1959)
- The Apartment (1960)
- The Absent-Minded Professor (1961)
- Bon Voyage! (1962)
- Son of Flubber (1963)
- Kisses for My President (1964)
- Follow Me, Boys! (1966)
- The Happiest Millionaire (1967)
- Charley and the Angel (1973)
- The Swarm (1978)